# Битва при Байлені
Битва при Байлені — бій, що відбувся 16-23 липня 1808 року між французькою та іспанською арміями в ході Піренейської війни. Битва завершилася капітуляцією генерала Дюпона та взяттям у полон майже 18 тисяч французьких солдатів.